# Янгикургансай
Янгикургансай — река в Бостанлыкском районе Ташкентского вилоята, в окрестностях горы Большой Чимган. Образуется слиянием саев Мазарсай и Гулькамсай, впадает в Чарвакское водохранилище, протекает по территории Угам-Чаткальского национального парка. Перед впадением в Чарвакское водохранилище пересекает автодорогу 4Р12 Юсуфхона-Бурчмулла. На берегах реки располагается посёлок Янгикурган.
До заполнения Чарвакского водохранилища являлась притоком Чаткала, в настоящее время в зимний период также впадает в Чаткал.
Длина реки — 12 км. Средний расход воды — 0,691 м³/с.
Высота истока — 1166 м над уровнем моря. Высота устья — 900 м над уровнем моря.

## Составляющие
Мазарсай и Гулькамсай стекают с северного склона Чаткальского хребта, протекают преимущественно в узких долинах, местами со скалистыми стенками. Весной по руслам часты селевые явления, которые иногда приводят к человеческим жертвам.

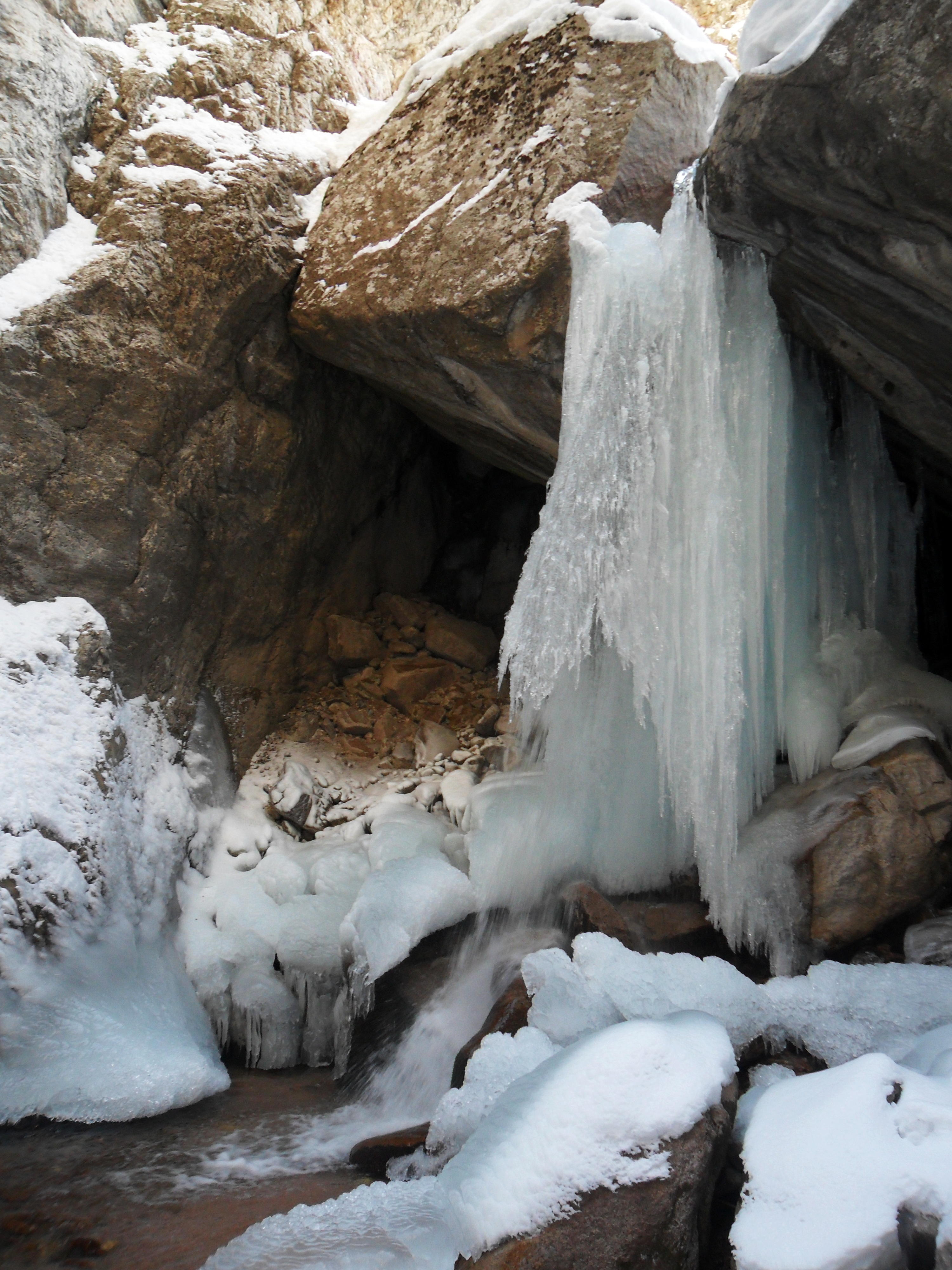
Водопад на Гулькамсае зимой

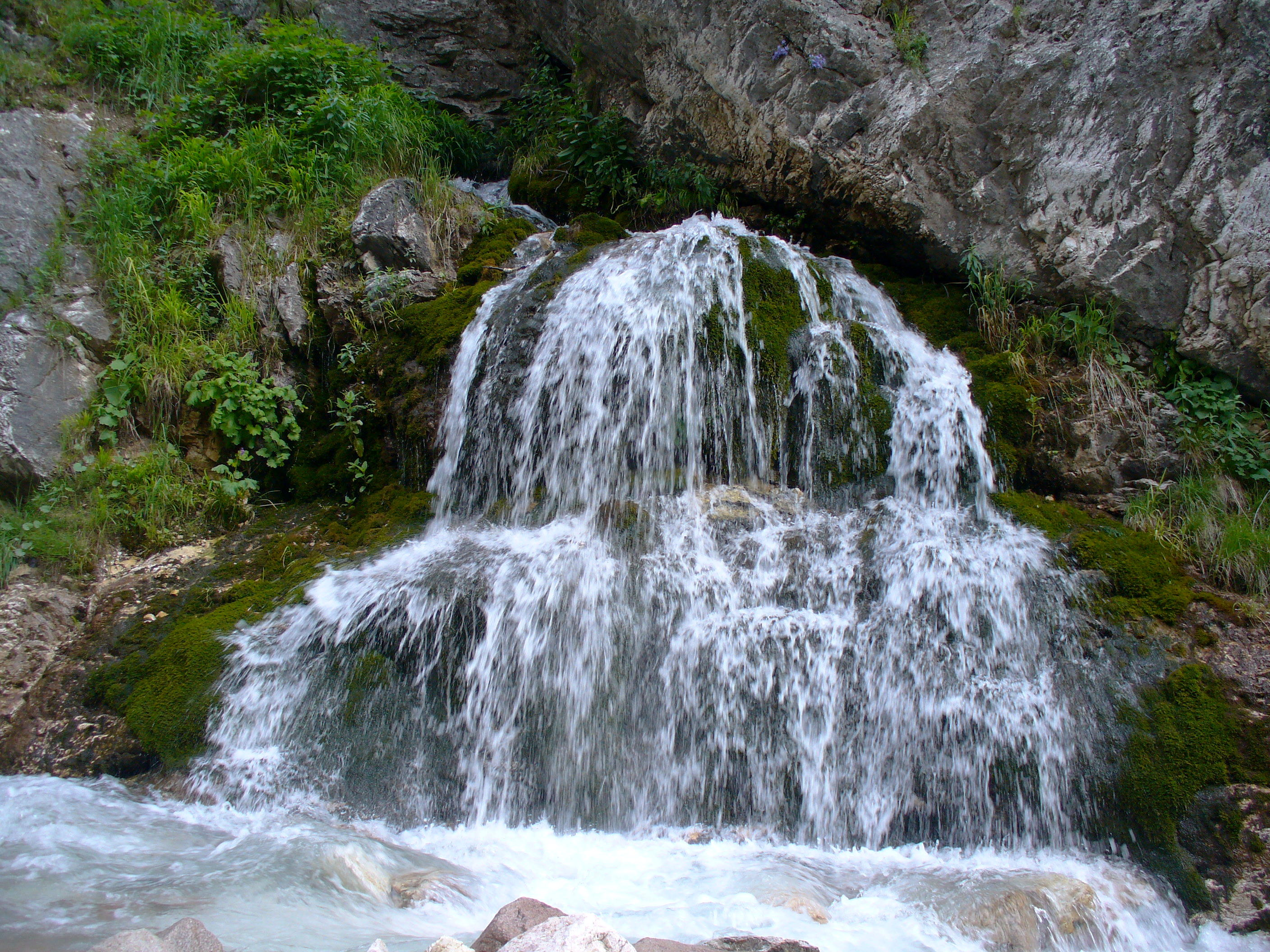
Водопад на левом притоке Гулькамсая

### Гулькамсай
Гулькамсай (также возможно обозначение Гуликамсай, с узбекского «Сай, где мало цветов») — левая составляющая Янгикургансая. Истоки находятся под перевалом Гуликам (туристическое название перевала Песочный), на отроге горы Малый Чимган. Течёт в направлении на восток, по ущелью, густо заросшему берёзами и хвойными деревьями. После слияния с Кичкина-коксаем поворачивает на север. Рельеф меняется, Гулькамсай течёт среди скал («Гулькамские теснины»). Теснины представляют собой каскад из трёх водопадов (самый высокий — 6 метров), сжатых отвесными скалами. Прохождение теснин требует страховку, либо альпинистских навыков. Ниже теснин принимает правый приток Куйлюксай, дальше течение проходит по дну широкой долины.

### Мазарсай

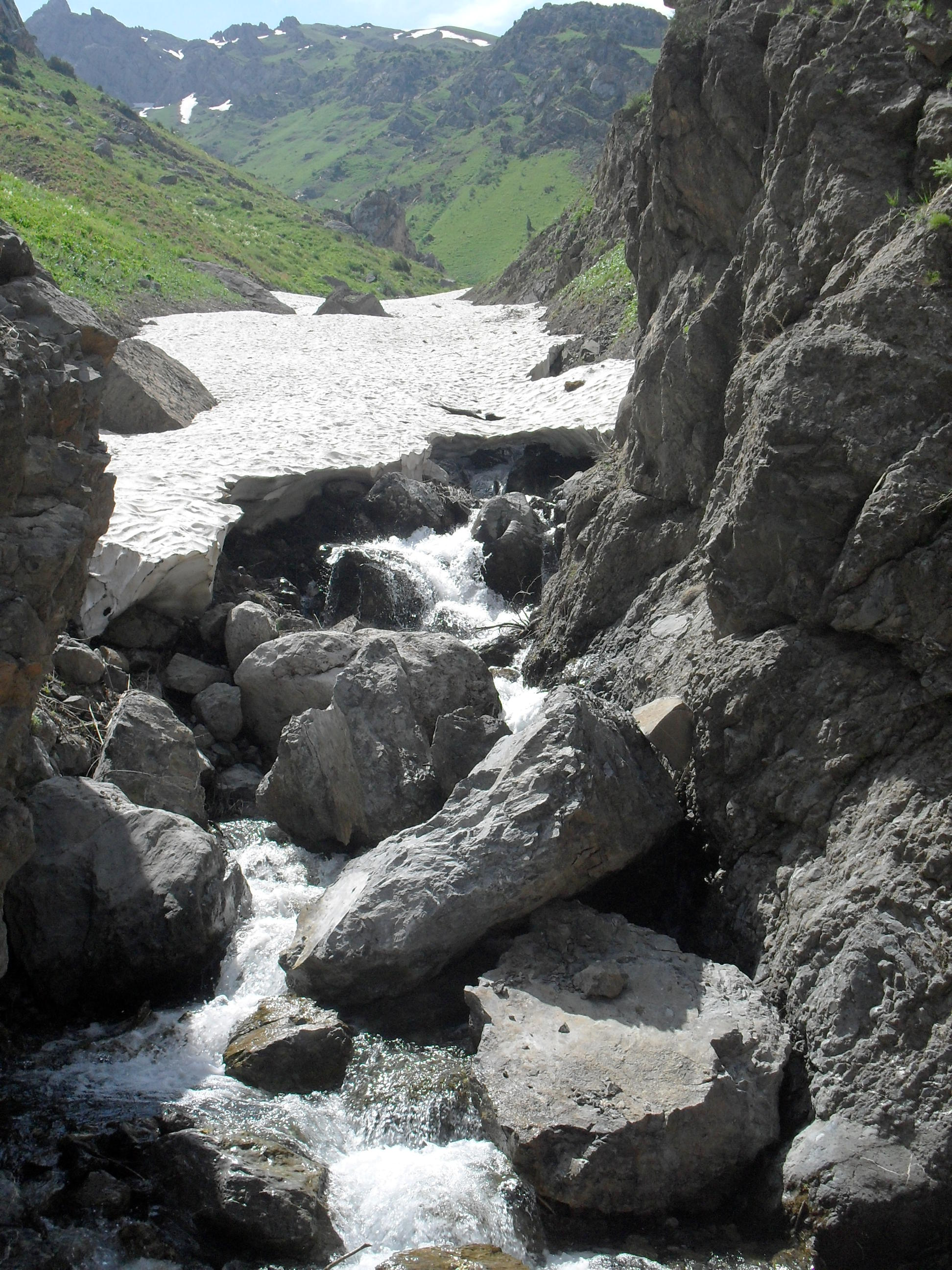
Долина реки Мазарсай

Стекает из-под перевала Сыпучий, с отрога горы Аукашка (Чаткальский хребет). течёт преимущественно в северо-восточном направлении. Принимает крупный правый приток Семисозсай, дальше протекает по узкой, скалистой долине. Около слияния с Гулькамсаем располагается водозабор, который снабжает водой посёлок Янгикурган и расположенные рядом зоны отдыха.
В верховьях Мазарсая располагаются перевалы Сыпучий, Туманный, Юный краевед, которые ведут в долину притоков Акбулака и Караарчи. Прохождение маршрутов через указанные перевалы требует хорошей физической подготовки и могут занимать 2-5 дней.
Название «Мазарсай» (ручей-кладбище) местные жители связывают с тем, что во время нашествия завоевателей (в качестве завоевателей указываются Тамерлан и даже Александр Македонский) местное население пряталось в ущельях Мазарсая и было предано. Из-за сложности рельефа, местные жители не смогли уйти от войска и были все перебиты.

## Природа
Склоны Янгикургансая и его составляющих покрыты арчой, алычой, яблонями, берёзами.
В верховьях Мазарсая в силу удалённости от населённых пунктов, встречаются крупные млекопитающие — медведи и горные козлы.